# Małozorek tłuczkowaty

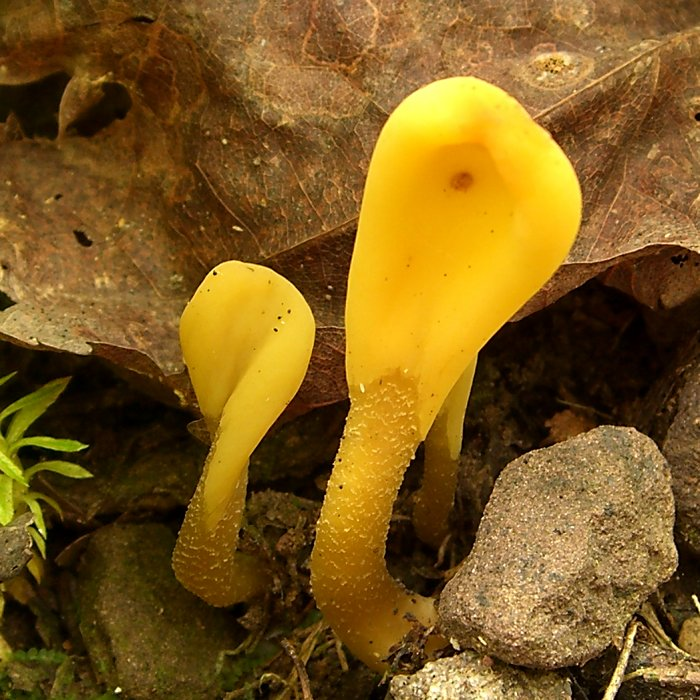

Małozorek tłuczkowaty (Microglossum rufum (Schwein.) Underw.) – gatunek grzybów z klasy patyczniaków (Leotiomycetes).

## Systematyka i nazewnictwo
Pozycja w klasyfikacji według Index Fungorum: Microglossum, Leotiaceae, Leotiales, Leotiomycetidae, Leotiomycetes, Pezizomycotina, Ascomycota, Fungi.
Po raz pierwszy takson ten zdiagnozował w 1832 r. Lewis Schweinitz nadając mu nazwę Geoglossum rufum. Obecną, uznaną przez Index Fungorum nazwę nadał mu w 1896 r. Lucien Marcus Underwood, przenosząc go do rodzaju Microglossum.
Niektóre synonimy naukowe:
- Geoglossum rufum Schwein. 1834
- Ochroglossum rufum (Schwein.) S. Imai 1955

Nazwa polska według A. Chmiel.

## Morfologia
Owocnik
Wytwarza buławkowate owocniki, zwykle zakończone szeroką lub spłaszczoną główką. Owocniki mają 2–6,5 cm wysokości. Jest w całości żółty lub pomarańczowy.
Zarodniki
Długie i cienkie, segmentowane, gładkie, szkliste, o wymiarach 18–38 × 4–6 μm.

## Występowanie
Saprotrof. Spotykany głównie we wschodniej Ameryce Północnej, w Europie rzadko. W Polsce bardzo rzadki.

## Podobne gatunki
Podobnym gatunkiem jest Mitrula elegans.